# GameCube
Nintendo GameCube là máy chơi trò chơi điện tử tại gia được phát hành bởi Nintendo tại Nhật Bản và Bắc Mỹ vào năm 2001 và ở các vùng lãnh thổ PAL vào năm 2002. GameCube là hệ máy gia nhập của Nintendo vào thế hệ thứ sáu của máy chơi trò chơi điện tử và kế thừa của hệ máy trước đó của họ, Nintendo 64. GameCube cạnh tranh với PlayStation 2 của Sony và Xbox của Microsoft.
GameCube là máy chơi trò chơi điện tử đầu tiên của Nintendo sử dụng đĩa quang làm phương tiện lưu trữ chính. Các đĩa tương tự như định dạng miniDVD; nhưng hệ máy này không được thiết kế để phát các đĩa DVD hoặc CD âm thanh có kích thước đầy đủ, không giống như các đối thủ cạnh tranh, và thay vào đó, chủ yếu tập trung vào chơi trò chơi điện tử. Máy hỗ trợ chơi trực tuyến giới hạn cho một số lượng nhỏ trò chơi thông qua bộ điều hợp modem hoặc băng thông rộng GameCube và có thể kết nối với Game Boy Advance bằng cáp liên kết, cho phép người chơi truy cập các tính năng độc quyền trong trò chơi bằng cách sử dụng thiết bị cầm tay làm màn hình thứ hai và bộ điều khiển như Wii U.
Sự đón nhận của GameCube nhìn chung là tích cực. Máy được khen ngợi về tay cầm điều khiển, thư viện phần mềm phong phú và các trò chơi chất lượng cao, nhưng bị chỉ trích vì thiết kế bên ngoài và thiếu tính năng. Nintendo đã bán được 21,74 triệu máy GameCube trên toàn thế giới trước khi bị ngừng sản xuất vào năm 2007. Kế nhiệm của nó, Wii, được phát hành vào tháng 11 năm 2006.

## Lịch sử

### Bối cảnh
Năm 1997, một công ty thiết kế phần cứng đồ họa mang tên ArtX ra đời, trong đó có 20 kỹ sư đã từng làm việc tại SGI về thiết kế phần cứng đồ họa của Nintendo 64. Nhóm nghiên cứu được dẫn dắt bởi Dr. Wei Yen, người đứng đầu SGI của Nintendo Operations, bộ phận chịu trách nhiệm về thiết kế cơ bản của Nintendo 64.

### Quá trình phát triển
Hợp tác với Nintendo vào năm 1998, ArtX bắt đầu hoàn thiện thiết kế hệ thống logic và bộ vi xử lý đồ họa (tên mã là "Flipper") là máy chơi trò chơi điện tử thế hệ thứ sáu của Nintendo. Dự án của hệ máy này có sự kế thừa của các tên mã: N2000, Star Cube và Nintendo Advance. Tại cuộc họp báo của Nintendo vào tháng 5 năm 1999, máy lần đầu tiên được công bố công khai là "Project Dolphin", kế thừa Nintendo 64. Sau đó, Nintendo bắt đầu cung cấp bộ công cụ phát triển cho các nhà phát triển trò chơi như Rare và Retro Studios. Nintendo cũng thành lập một quan hệ đối tác chiến lược với IBM để sản xuất CPU của Dolphin, có tên mã là "Gekko".
ArtX đã được ATI mua lại vào tháng 4 năm 2000, trong đó bộ xử lý đồ họa Flipper đã được hoàn thành chủ yếu bởi ArtX và không bị ảnh hưởng bởi ATI. Tổng cộng, đồng sáng lập của đội ngũ ArtX Greg Buchner nhớ lại rằng phần thời gian thiết kế phần cứng của bộ điều khiển đã bắt đầu từ năm 1998 và hoàn thành vào năm 2000. Về việc ATI mua lại ArtX, người phát ngôn của ATI cho biết, "ATI hiện trở thành nhà cung cấp chính cho thị trường máy chơi trò chơi điện tử thông qua Nintendo. Nền tảng Dolphin được coi là vua đồ họa và hiệu suất video với kiến trúc 128-bit."
Máy công bố tên chính thức là GameCube tại một cuộc họp báo ở Nhật Bản vào ngày 24 tháng 8 năm 2000, viết tắt là "NGC" tại Nhật Bản và "GCN" ở Bắc Mỹ. Nintendo đã giới thiệu các phần mềm dành cho  máy chơi trò chơi điện tử thế hệ thứ sáu tại E3 2001, tập trung vào mười lăm trò chơi ra mắt, bao gồm cả Luigi's Mansion và Star Wars Rogue Squadron II: Rogue Leader. Một số trò chơi ban đầu dự kiến ra mắt với máy đã bị trì hoãn. Đây cũng máy chơi trò chơi điện tử đầu tiên trong lịch sử của công ty không đi cùng với Super Mario khi ra mắt. 
Lâu trước khi ra mắt, Nintendo đã phát triển và cấp bằng sáng chế một mẫu thử nghiệm điều khiển chuyển động đầu tiên cho GameCube, nhà phát triển Factor 5 đã thử nghiệm các trò chơi chuẩn bị ra mắt.  Một cuộc phỏng vấn dẫn lời Greg Thomas, Phó Giám đốc Phát triển Sega of America cho biết: "Điều làm tôi lo lắng là bộ tay cầm của Dolphin [được đồn đại sẽ bao gồm micrô và giắc cắm tai nghe] vì có ví dụ về ai đó đang nghĩ về điều gì đó khác". Những khái niệm điều khiển chuyển động sẽ không được triển khai cho người tiêu dùng trong vài năm, cho đến khi  Wii Remote xuất hiện.
Trước khi phát hành GameCube, Nintendo tập trung nguồn lực vào màn ra mắt của Game Boy Advance, một máy chơi trò chơi cầm tay, kế thừa cho Game Boy và Game Boy Color. Kết quả là, một số trò chơi ban đầu dành cho Nintendo 64 đã bị trì hoãn để trở thành phát hành sớm trên GameCube. Trò chơi cuối cùng trong năm 2001 cho Nintendo 64 được phát hành vào tháng 5, một tháng trước khi ra mắt Game Boy Advance và sáu tháng trước GameCube, nhấn mạnh sự thay đổi nguồn lực của công ty. Đồng thời, Nintendo đã phát triển phần mềm cho GameCube, cung cấp khả năng kết nối giữa nó và Game Boy Advance. Một số trò chơi như Legend of Zelda: Four Swords Adventures và Final Fantasy Crystal Chronicles có thể sử dụng thiết bị cầm tay làm màn hình phụ và bộ tay cầm điều khiển khi kết nối với máy thông qua cáp liên kết.
Nintendo bắt đầu chiến dịch tiếp thị của mình với cụm từ "The Nintendo Difference" tại E3 2001. Mục tiêu là phân biệt chính nó với đối thủ cạnh tranh với vai trò là một công ty chuyên ngành giải trí. Quảng cáo sau đó có khẩu hiệu, "Born to Play", và quảng cáo trò chơi điện tử có hình khối vuông biến thành biểu tượng GameCube và kết thúc bằng giọng nói thì thầm "GameCube". Vào ngày 21 tháng 5 năm 2001, giá khởi điểm của máy là 199 đô la Mỹ được công bố - thấp hơn 100 đô la so với PlayStation 2 và Xbox.
Vào tháng 9 năm 2020, các tài liệu bị rò rỉ bao gồm kế hoạch của Nintendo đối với mẫu GameCube vừa có thể di động với màn hình tích hợp vừa có thể gắn vào TV. Các rò rỉ khác gợi ý kế hoạch cho kế nhiệm GameCube, có tên mã là "Tako", với đồ họa HD và khe cắm cho SD và thẻ nhớ, dường như là kết quả của sự hợp tác với ATI (nay là AMD) và dự kiến phát hành vào năm 2005.

### Phát hành
GameCube phát hành ở Nhật Bản vào tháng 9, năm 2001. Khoảng 500,000 máy đã được giao cho các nhà bán lẻ. Máy được lên kế hoạch ra mắt hai tháng sau đó ở Bắc Mỹ vào ngày 5 tháng 11 năm 2001, nhưng bị đẩy lùi nhằm tăng số lượng các máy có sẵn. Máy cuối cùng được ra mắt tại Bắc Mỹ vào ngày 18 tháng 11 năm 2001, với hơn 700.000 máy được vận chuyển đến khu vực này. Các khu vực khác theo sau vào năm sau đó, bắt đầu từ Châu Âu vào quý 2 năm 2002.
Vào ngày 22 tháng 4 năm 2002, nhà phát triển thứ ba của Nintendo, Factor 5 đã công bố bộ phát triển phần mềm âm thanh 3D có tên là MusyX phối hợp với Dolby Laboratories, MusyX cung cấp âm thanh vòm dựa trên chuyển động được mã hóa thành Dolby Pro Logic II.
Bo mạch điện tự Triforce là sự phát triển chung giữa Nintendo, Namco, và Sega dựa trên thiết kế của Gamecube. Các trò chơi bao gồm Mario Kart Arcade GP và F-Zero AX.

### Ngưng sản xuất
Vào tháng 2 năm 2007, Nintendo thông báo họ đã ngừng hỗ trợ của bên thứ nhất cho GameCube và máy đã ngừng hoạt động, vì họ đang chuyển các nỗ lực sản xuất và phát triển sang Wii và Nintendo DS.

## Phần cứng
Thông tin thêm: Thông số kỹ thuật GameCube

Howard Cheng, giám đốc kỹ thuật về phát triển công nghệ của Nintendo, cho biết mục tiêu của công ty là chọn một "kiến trúc RISC đơn giản" để giúp tăng tốc độ phát triển trò chơi bằng cách tạo điều kiên cho các nhà phát triển phần mềm dễ dàng làm việc với nó hơn. IGN báo cáo rằng hệ máy được "thiết kế từ việc thu hút các nhà phát triển của bên thứ ba bằng cách cung cấp nhiều năng lượng hơn với giá rẻ hơn. Tài liệu thiết kế của Nintendo cho hệ máy chỉ ra rằng chi phí là vô cùng quan trọng, tiếp theo là không gian." Đối tác phần cứng của ArtX, Phó chủ tịch Greg Buchner nói rằng ý tưởng của họ về thiết kế phần cứng là nhắm vào các nhà phát triển hơn là người chơi, "nhìn vào quả cầu pha lê" và phân biệt "điều sẽ cho phép Miyamoto phát triển các trò chơi hay nhất."
Greg Buchner, Phó chủ tịch ArtX
Bắt đầu thiết kế GameCube vào năm 1998, Nintendo hợp tác với ArtX (sau đó được ATI Technologies mua lại trong quá trình phát triển) cho hệ thống và GPU, và với IBM cho CPU. IBM đã thiết kế một bộ xử lý dựa trên PowerPC, được gọi là Gekko, chạy ở 485 MHz và có một đơn vị động (FPU) có khả năng 1.9 GFLOPS và mức cao nhất là 10,5 GFLOPS. Được mô tả như là "một phần mở rộng của cấu trúc PC Power của IBM", Gekko có công nghệ sản xuất PowerPC 750CXe chip đồng , độc quyền của IBM. Được mã hóa là "Flipper", GPU chạy ở 162 MHz và, ngoài đồ họa, quản lý các tác vụ khác thông qua bộ xử lý âm thanh và đầu vào / đầu ra (I / O) của nó.
GameCube đã giới thiệu một định dạng đĩa quang miniDVD độc quyền làm phương tiện lưu trữ, có khả năng lưu trữ tới 1,5 GB dữ liệu. Công nghệ này được thiết kế bởi Matsushita Electric Industrial (nay là Tập đoàn Panasonic) sử dụng một chương trình bảo vệ bản quyền độc quyền - khác với Content Scramble System (CSS) được tìm thấy trong các đĩa DVD tiêu chuẩn - để ngăn chặn việc sao chép trái phép. Famicom Data Recorder, Famicom Disk System, SNES-CD và 64DD đại diện cho những khám phá về công nghệ lưu trữ bổ sung, nhưng GameCube là hệ máy đầu tiên của Nintendo không dùng băng. Đĩa mini 1,5 GB của GameCube có đủ chỗ cho hầu hết các trò chơi, mặc dù một số trò chơi yêu cầu đĩa phụ, nén video cao hơn hoặc xóa nội dung. Khi so sánh, PlayStation 2 và Xbox, cũng là thế hệ thứ sáu, cả hai đều sử dụng đĩa DVD hai lớp 8.5 GB.
Giống như người tiền nhiệm của nó, Nintendo 64, các mẫu GameCube được sản xuất với một số họa tiết màu sắc khác nhau. Hệ thống ra mắt với màu "Indigo", màu chính được hiển thị trong quảng cáo và trên logo, và màu "Jet Black". Một năm sau, Nintendo phát hành GameCube phiên bản giới hạn "Platinum", sử dụng màu bạc cho cả máy và tay cầm. Một phiên bản màu cam "Spice" cuối cùng cũng chỉ được phát hành ở Nhật Bản, mặc dù bảng màu có thể được tìm thấy trên các tay cầm được phát hành ở các quốc gia khác.
Nintendo đã phát triển công nghệ 3D lập thể cho GameCube và một trò chơi ra mắt, Luigi's Mansion, là có hỗ trợ cho nó. Tuy nhiên, tính năng này chưa bao giờ được hoạt động ngoài quá trình phát triển. Ti vi 3D chưa phổ biến vào thời điểm đó và người ta cho rằng màn hình và số tinh thể tương thích cho các phụ kiện bổ sung sẽ quá đắt đối với người tiêu dùng. Một tính năng không chính thức khác là hai "quả trứng Phục sinh" bằng âm thanh có thể nghe được khi bật máy. Khi nguồn được kích hoạt bằng cách nhấn giữ nút "Z" trên tay cầm Player 1, âm thanh khởi động sẽ khác bình thường. Với bốn bộ tay cầm được kết nối, nhấn giữ nút "Z" trên cả bốn tay cầm đồng thời sẽ tạo ra giai điệu kiểu kabuki khi khởi động.

### Lưu trữ

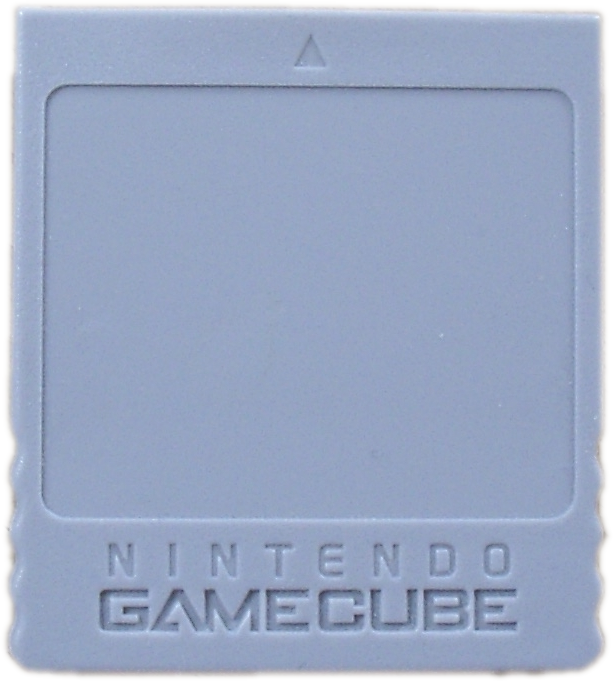
Memory Card 59

GameCube có hai cổng thẻ nhớ để lưu dữ liệu trò chơi. Nintendo phát hành ba tùy chọn thẻ nhớ chính thức: Thẻ nhớ 59 màu xám (512 KB), Thẻ nhớ 251 màu đen (2 MB) và Thẻ nhớ 1019 màu trắng (8 MB). (Mặc dù thường được quảng cáo là Megabits, tương ứng là 4 Mb, 16 Mb và 64 Mb.) Một số trò chơi được biết là có vấn đề tương thích với Thẻ nhớ 1019 và ít nhất hai trò chơi đã lưu với bất kỳ kích thước nào. Thẻ nhớ có dung lượng lớn hơn được các nhà sản xuất bên thứ ba phát hành.

### Tay cầm
Nintendo đã rút được một số kinh nghiệm từ trải nghiệm của chính họ - cả tích cực và tiêu cực - với thiết kế bộ tay cầm điều khiển ba-nhánh của Nintendo 64 và đi kèm với một thiết kế "tay lái" hai-nhánh cho GameCube. Hình dạng này đã được phổ biến bởi bộ tay cầm PlayStation do Sony phát hành vào năm 1994 và loạt gamepads DualShock được giới thiệu vào năm 1997. Ngoài phản hồi rung, dòng DualShock còn nổi tiếng với hai thanh analog, dùng để cải thiện trải nghiệm 3D trong trò chơi. Nintendo và Microsoft thiết kế các tính năng tương tự cho các tay cầm của họ, nhưng thay vì có các thanh analog song song với nhau, họ đã chọn để tách rời chúng bằng cách hoán đổi vị trí của pad định hướng (d-pad) và thanh analog trái. Bộ tay cầm điều khiển GameCube có tổng cộng tám nút, hai cần analog, một d-pad, và một động cơ rung. Thanh analog chính nằm ở bên trái với d-pad nằm bên dưới và gần với trung tâm hơn. Bên phải là bốn nút: một nút "A" lớn màu xanh lá cây ở giữa, nút "B" nhỏ màu đỏ ở bên trái, nút "X" ở bên phải và nút "Y" ở trên cùng. Bên dưới và bên trong là một thanh analog "C" màu vàng, phục vụ nhiều chức năng trong trò chơi, chẳng hạn như điều khiển góc máy ảnh. Nút Start / Pause nằm ở giữa, và động cơ rung được bọc trong trung tâm của bộ tay cầm điều khiển.

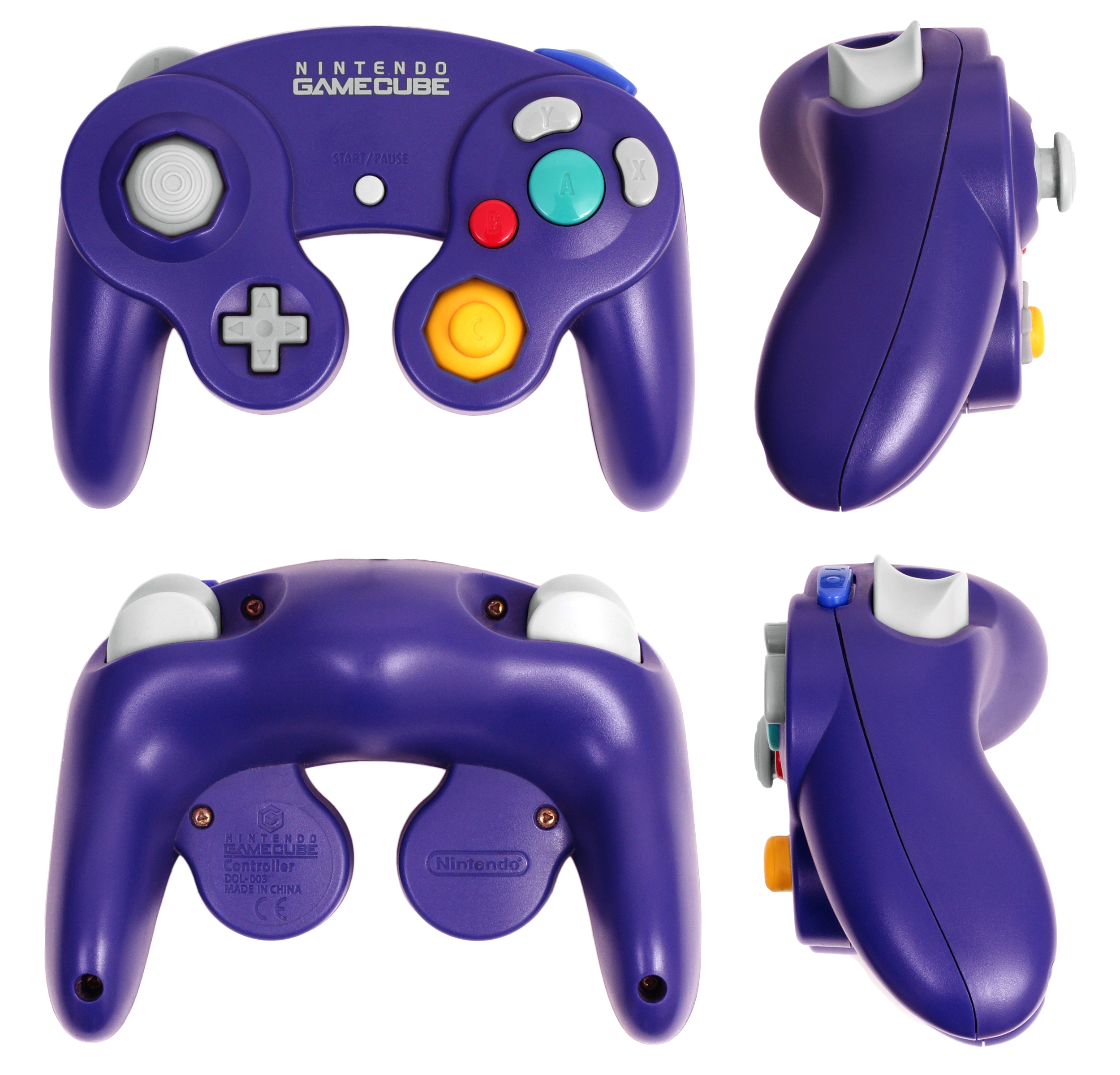
Tay cầm GameCube màu chàm

Trên đỉnh của bộ điều khiển là hai nút kích hoạt "áp lực nhạy cảm" được đánh dấu "L" và "R". MCung cấp hai chức năng: một cơ hóa và một số hóa. Nhấn nhẹ, nó phát ra một tín hiệu tương tự làm tăng lực nhấn. Một khi hoàn toàn nhẹ, kích hoạt "nhấp chuột" nhảy ra một tín hiệu kỹ thuật số có thể được sử dụng cho một chức năng riêng biệt trong một trò chơi. Ngoài ra còn có một nút màu tím, số hóa ở bên phải đánh dấu "Z".
Điểm nổi bật nhất của GameCube là tay cầm và vị trí nút A. Nút hành động chính trong các thiết kế tay cầm Nintendo trước đây, kích thước lớn hơn. Thanh analog cao su kết hợp với nút điều hướng chung của tay cầm được thiết kế để giảm "Nintendo thumb - một thuật ngữ dùng để mô tả đau ở bất kỳ phần nào của bàn tay, cổ tay, cẳng tay và vai do chơi trò chơi điện tử thời gian dài.

Vào năm 2002, Nintendo giới thiệu Bộ điều khiển không dây WaveBird, tay cầm không dây đầu tiên được phát triển bởi nhà sản xuất của bên thứ nhất. Bộ điều khiển không dây dựa trên RF, tương tự như thiết kế cho bộ điều khiển tiêu chuẩn. Nó giao tiếp với GameCube thông qua một dongle thu không dây được kết nối với một trong các cổng điều khiển của máy. Được trang bị hai pin AA, đặt trong một ngăn ở mặt dưới của máy, WaveBird thiếu chức năng rung. Ngoài các đầu vào tiêu chuẩn, WaveBird có nút quay số kênh - cũng được tìm thấy trên đầu thu - và công tắc bật / tắt. Đèn LED màu cam trên mặt của tay cầm cho biết khi nào nó được bật nguồn. Tay cầm có sẵn màu xám và bạch kim.

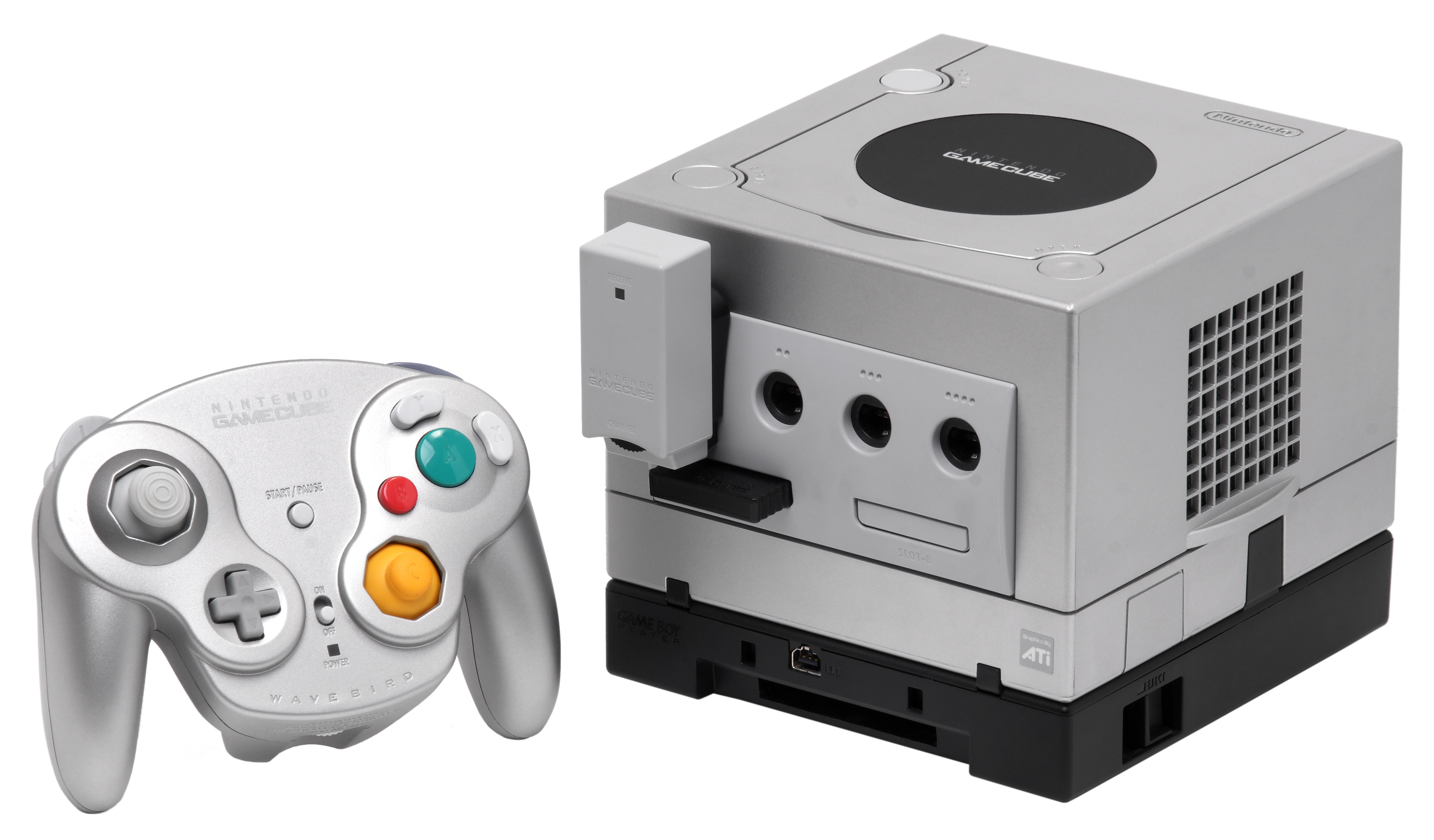
Một Nintendo Platinum GameCube với bộ điều khiển WaveBird và đính kèm Game Boy Player

### Tương thích ngược
GameCube không thể chơi trò chơi từ các máy Nintendo khác, nhưng với phần đính kèm Game Boy Player, nó có thể chơi các trò chơi Game Boy, Game Boy Color và Game Boy Advance. Kế nhiệm GameCube, Wii, hỗ trợ khả năng tương thích ngược với tay cầm GameCube, thẻ nhớ và trò chơi. Tuy nhiên, các phiên bản sau của Wii - bao gồm cả "Family Edition" phát hành vào năm 2011 và phiên bản Wii Mini phát hành vào năm 2012 - đã giảm hỗ trợ cho tất cả phần cứng GameCube.

### Panasonic Q
Panasonic Q là phiên bản lai của Nintendo GameCube với một đầu DVD, do Panasonic phát triển dưới dạng một phần của thỏa thuận với Nintendo để phát triển ổ đĩa quang cho phần cứng GameCube ban đầu. Vỏ máy bằng thép không gỉ, phần cứng được sửa đổi toàn bộ để có thêm khả năng chơi DVD, Panasonic đã thêm vào máy khay dĩa  DVD dạng tải trước và màn hình LCD có đèn nền với các điều khiển phát lại; máy cũng có tay cầm tương tự như trên GameCube. Panasonic ra mắt máy ngày 19 tháng 10 năm 2001 và công bố bán độc quyền tại Nhật Bản vào ngày 14 tháng 12, với giá bán lẻ đề xuất là ¥39.800; tuy nhiên, doanh số bán hàng thấp dẫn đến việc Panasonic thông báo ngừng sản xuất Q vào ngày 18 tháng 12 năm 2003.

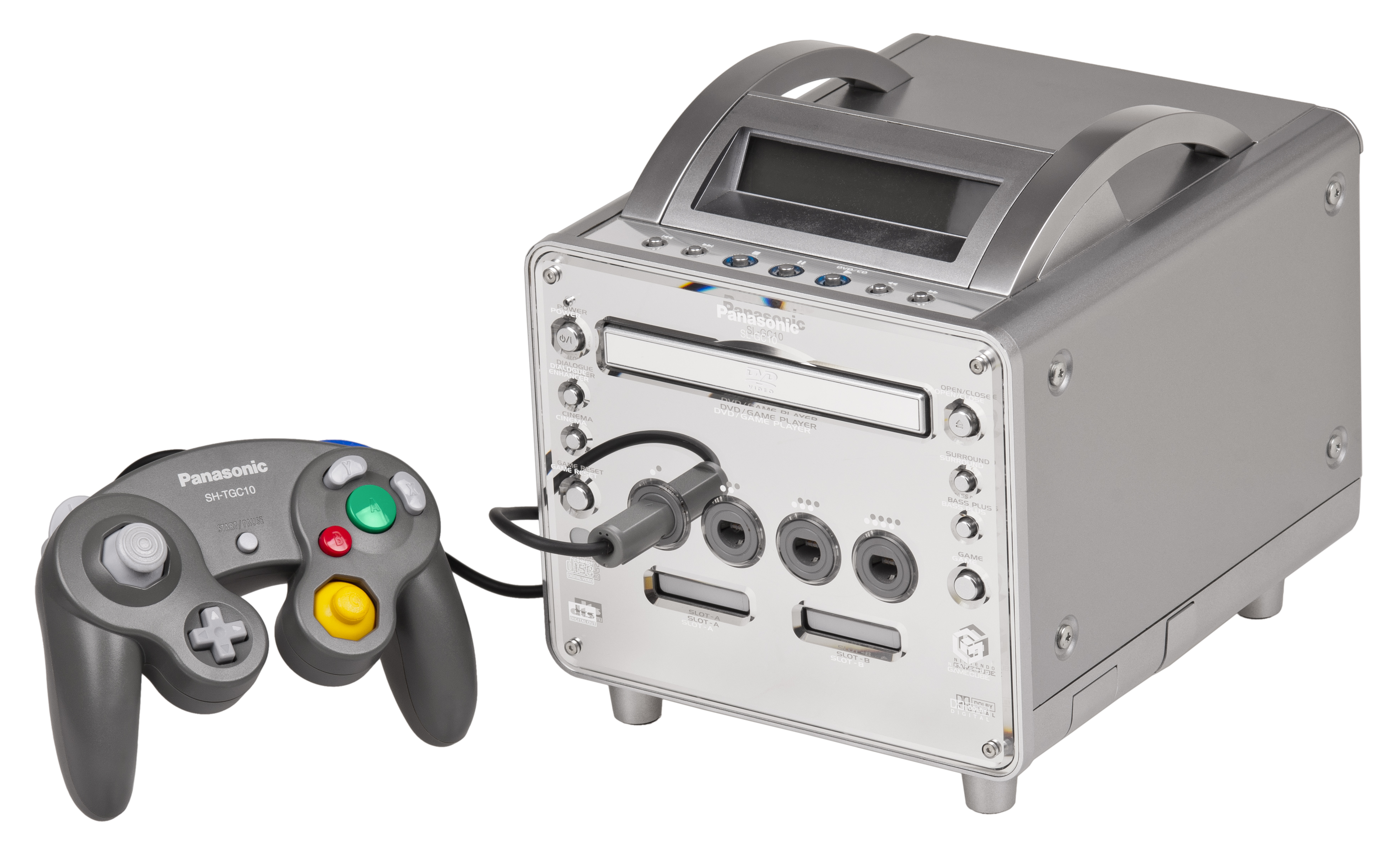
Panasonic Q chứa một đầu DVD có khả năng chơi các đĩa quang.

Ngoài DVD, Q cũng hỗ trợ đĩa CD và đĩa GameCube; tuy nhiên, phần cứng GameCube và đầu đĩa DVD gần như không tích hợp thêm gì nhiều, nổi bật nhất là nút "Game" để chuyển đổi giữa hai chế độ. Chính vì lý do đó, đầu đĩa DVD chỉ có thể hỗ trợ Dolby Digital 5.1 và DTS thông qua đầu ra kỹ thuật số; hệ thống tăng cường âm trầm có tên là Bass Plus cũng chỉ thông qua giắc cắm loa siêu trầm chuyên dụng. Trong khi đó, đầu ra video thành phần (YPbPr) chỉ được hỗ trợ bởi phần cứng GameCube, bằng cổng "Digital AV Out" có sẵn trên các mẫu GameCube đời đầu. Hầu như tất cả các thiết bị ngoại vi của GameCube đều tương thích với Q; tuy nhiên, Game Boy Player tiêu chuẩn không tương thích về mặt vật lý với Q do chân cắm không vừa, dẫn đến việc Panasonic phải sản xuất thêm một phiên bản nữa. Máy còn có một điều khiển từ xa cùng với một bộ điều khiển GameCube mang nhãn hiệu Panasonic.

## Trò chơi
Trong suốt thời gian tồn tại  2001—200, hơn 600 trò chơi đã được phát hành cho GameCube.
Nintendo giữ truyền thống phát hành các trò chơi sáng tạo, từ bên thứ nhất, đáng chú ý nhất là Super Mario và loạt The Legend of Zelda. Các loạt của bên thứ nhất này tiếp tục trên GameCube và củng cố sự nổi tiếng của máy. Là một nhà xuất bản, Nintendo cũng tập trung vào việc tạo ra các thương hiệu mới, như Pikmin và Animal Crossing, và một số đổi mới đã bị bỏ qua trên nền tảng N64, đáng chú ý nhất là dòng Metroid với việc phát hành Metroid Prime. Máy đã thành công với The Legend of Zelda: The Wind Waker và Super Mario Sunshine, và là game bán chạy nhất của nó, Super Smash Bros. Melee, bán được 7 triệu bản trên toàn thế giới. Tuy nhiên, mặc dù đã cam kết với thư viện phần mềm của mình, Nintendo vẫn bị chỉ trích vì không giới thiệu đủ các trò chơi trong thời gian ra mắt — nhưng đã kịp xoa dịu công chúng khi phát hành Luigi's Mansion thay vì một trò chơi Mario 3D.
Nintendo đã đạt được thành công đáng kể với sự hỗ trợ của nhà phát triển bên thứ ba trên Nintendo Entertainment System (NES) và Super NES (SNES). Tuy nhiên, sự cạnh tranh từ Sega Genesis và PlayStation của Sony vào những năm 1990 đã thay đổi toàn cảnh thị trường và làm giảm khả năng của Nintendo trong việc nhận được sự hỗ trợ độc quyền của bên thứ ba trên Nintendo 64. Các trò chơi dựa trên hộp băng của máy cũng làm tăng chi phí sản xuất phần mềm, trái ngược với các đĩa quang dung lượng cao hơn, rẻ hơn được sử dụng bởi PlayStation.
Với GameCube, Nintendo có ý định đảo ngược xu hướng bằng số lượng trò chơi của bên thứ ba có sẵn khi ra mắt. Định dạng đĩa quang mới được giới thiệu trên GameCube đã tăng dung lượng đáng kể và giảm chi phí sản xuất. Chiến lược hầu như đã thành công. Những tựa trò chơi độc quyền nổi tiếng như Star Wars Rogue Squadron II: Rogue Leader từ Factor 5, Resident Evil 4 của Capcom và Metal Gear Solid: Twin Snakes của Konami đều thành công. Sega, đã trở thành nhà phát triển bên thứ ba sau khi ngừng phát hành máy Dreamcast, đã chuyển các trò chơi Dreamcast như như Crazy Taxi và Sonic Adventure 2, đồng thời phát triển các loạt mới, chẳng hạn như Super Monkey Ball. Một số nhà phát triển bên thứ ba đã ký hợp đồng để làm việc trên các trò chơi mới cho các thương hiệu Nintendo hiện có, bao gồm Star Fox Assault của Namco và Wario World từ Treasure.
Một số nhà phát triển bên thứ ba, chẳng hạn như Ubisoft, THQ, Disney Interactive Studios, Humongous Entertainment và EA Sports, tiếp tục phát hành trò chơi cho GameCube đến năm 2007.

### Chơi trực truyến
Bài chi tiết: Chức năng trực tuyến của GameCube

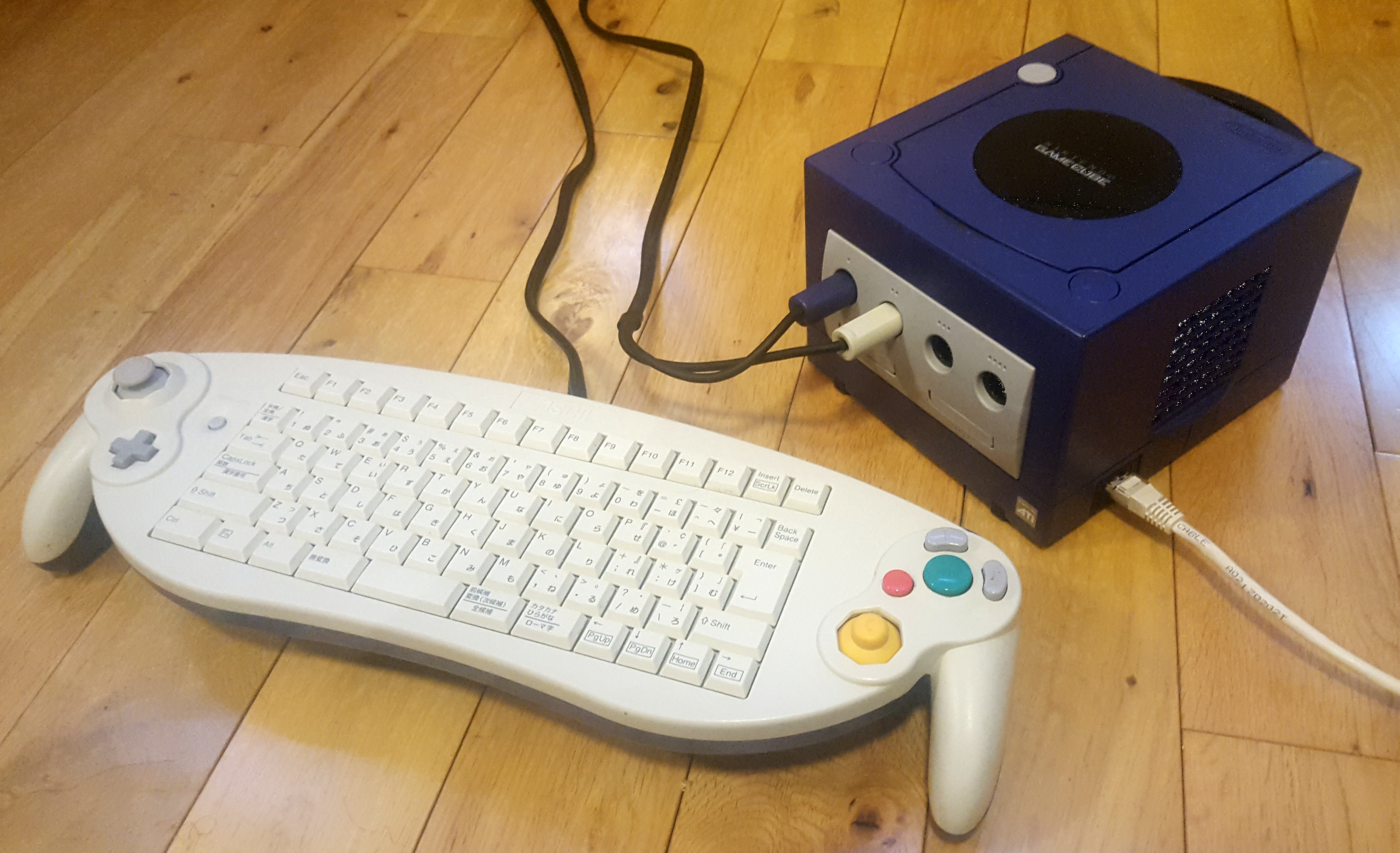
Máy đã được lắp đặt bộ điều hợp băng thông rộng và cáp ethernet được kết nối. ASCII Corporation đã sản xuất một bộ điều khiển dạng bàn phím để giúp người chơi giao tiếp trong Phantasy Star Online.

Tám trò chơi GameCube hỗ trợ kết nối mạng, năm hỗ trợ internet và ba hỗ trợ mạng nội bộ (LAN). Các trò chơi có khả năng internet duy nhất được phát hành ở vùng lãnh thổ phía tây là ba trò chơi nhập vai (RPG) trong loạt Phantasy Star của Sega: Phantasy Star Online Episode I & II, Phantasy Star Online Episode I & II Plus và Phantasy Star Online Episode III: C.A.R.D. Revolution. Các máy chủ chính thức đã ngừng hoạt động trong năm 2007, nhưng người chơi vẫn có thể kết nối với các máy chủ riêng được duy trì kín Nhật Bản đã nhận được hai game bổ sung với khả năng Internet, một trò chơi nhập vai hợp tác, Homeland và một game bóng chày với nội dung có thể tải xuống, Jikkyō Powerful Pro Yakyū 10. Cuối cùng, ba trò chơi đua xe có chế độ nhiều người chơi LAN: 1080 ° Avalanche, Kirby Air Ride và Mario Kart: Double Dash !!. Ba trò chơi này có thể bị ép buộc trên internet với phần mềm PC của bên thứ ba có khả năng truyền tải lưu lượng mạng của GameCube.
Để chơi trực tuyến, người chơi phải cài đặt một bộ điều hợp băng thông rộng hoặc modem chính thức trong hệ thống của họ vì GameCube không có khả năng mạng. Nintendo không bao giờ ủy thác bất kỳ máy chủ hoặc dịch vụ internet nào để giao tiếp với máy, nhưng cho phép các nhà xuất bản khác làm như vậy và khiến họ chịu trách nhiệm quản lý trải nghiệm trực tuyến cho trò chơi của họ.

## Tiếp nhận
GameCube nhận được đánh giá tích cực sau khi ra mắt. PC Magazine đã ca ngợi thiết kế phần cứng tổng thể và chất lượng trò chơi có sẵn khi ra mắt. CNET đưa ra đánh giá trung bình, lưu ý rằng mặc dù máy thiếu một vài tính năng vốn được cung cấp sẵn bởi đối thủ cạnh tranh, nhưng nó tương đối rẻ, có thiết kế bộ tay cầm điều khiển tuyệt vời và tung ra một dòng trò chơi phong phú. Trong các bài đánh giá sau này, những lời chỉ trích tập trung vào cái nhìn và cảm nhận tổng thể của nó, mô tả nó như là "món đồ chơi." Trong bối cảnh doanh số bán hàng kém và tác hại tài chính liên quan đến Nintendo, Time International gọi GameCube là một "thảm họa không thể cứu vãn."
Nhìn lại, Joystiq so sánh  cửa sổ khởi động GameCube với kế nhiệm của nó, Wii, lưu ý rằng việc "thiếu trò chơi" trên GameCube dẫn đến việc khởi động subpar, và lựa chọn giới hạn các trò chơi trực tuyến của giao diện điều khiển đã làm hỏng thị phần của nó trong thời gian dài. Time International  kết luận rằng hệ máy có số liệu bán hàng thấp, bởi vì nó thiếu "đổi mới kỹ thuật".

### Doanh số
Tại Nhật Bản, từ 280.000 đến 300.000 GameCube đã được bán trong ba ngày đầu tiên, trong một lô hàng ban đầu là 450.000 chiếc. Trong ngày ra mắt cuối tuần, GameCube đã bán được sản phẩm GameCube trị giá 100 triệu USD ở Bắc Mỹ. Máy đã được bán hết ở một số cửa hàng, bán nhanh hơn cả các đối thủ cạnh tranh của nó, Xbox và PlayStation 2. Trò chơi phổ biến nhất khi ra mắt hệ thống là Luigi's Mansion, theo Nintendo, được bán nhiều hơn khi ra mắt hơn Super Mario 64. Các trò chơi phổ biến khác bao gồm Star Wars Rogue Squadron II: Rogue Leader và Wave Race: Blue Storm. Vào đầu tháng 12 năm 2001, 600.000 máy đã được bán tại Mỹ.
Nintendo đã bán được 22 triệu GameCube trên toàn thế giới trong suốt thời gian tồn tại hoạt động, hơi thấp so với con số 24 triệu của Xbox, và thua xa con số 155 triệu của PlayStation 2. Tiền nhiệm của GameCube, Nintendo 64, hoạt động tốt hơn cũng bán được gần 33 triệu bản. Máy đã có thể vượt qua Dreamcast, tuy nhiên, mang lại 9.13 triệu máy. Vào tháng 9 năm 2009, IGN đã xếp GameCube đứng thứ 16 trong danh sách các hệ máy tốt nhất mọi thời đại, đặt nó sau tất cả ba đối thủ cạnh tranh trong thế hệ thứ sáu: PlayStation 2 (3rd), Dreamcast (8) và Xbox (thứ 11). Tính đến ngày 31 tháng 3 năm 2003, GameCube đã bán được 9.55 triệu máy trên toàn thế giới, giảm so với mục tiêu ban đầu của Nintendo là 10 triệu.
Nhiều trò chơi của bên thứ nhất của Nintendo, chẳng hạn như Super Smash Bros. Melee và Mario Kart: Double Dash, có doanh thu cao, mặc dù điều này thường không mang lại lợi ích cho nhà phát triển của bên thứ ba hoặc trực tiếp thúc đẩy doanh số bán hàng của trò chơi. Nhiều trò chơi đa nền tảng - chẳng hạn như thể thao do Electronic Arts phát hành - được bán với số lượng thấp hơn nhiều so với PlayStation 2 và Xbox, cuối cùng khiến một số nhà phát triển mở rộng hoặc ngừng hoàn toàn hỗ trợ cho GameCube. Trường hợp ngoại lệ bao gồm Sonic Adventure 2 thân thiện với gia đình của hãng Sega và Super Monkey Ball, báo cáo mang lại doanh thu cao hơn cho GameCube so với hầu hết các trò chơi của công ty trên PlayStation 2 và Xbox. Sau nhiều năm mất tiền từ việc phát triển cho Nintendo, Eidos Interactive công bố vào tháng 9 năm 2003 rằng hãng sẽ kết thúc hỗ trợ cho GameCube, hủy bỏ một số trò chơi đang được phát triển. Sau đó, tuy nhiên, Eidos vẫn tiếp tục phát triển trò chơi GameCube, phát hành các trò chơi hit như Lego Star Wars: The Video Game và Tomb Raider: Legend. Ngoài ra, một số trò chơi của bên thứ ba ban đầu được dự định là độc quyền GameCube - đáng chú ý nhất là Resident Evil 4 - cuối cùng được chuyển sang các hệ máy khác nhằm tăng tối đa lợi nhuận sau khi bán các phiên bản GameCube ban đầu.
Vào tháng 3 năm 2003, nhà bán lẻ Dixons của Anh, hiện không còn tồn tại, đã xóa tất cả máy, phụ kiện và trò chơi GameCube khỏi các cửa hàng của mình. Cùng tháng đó, một nhà bán lẻ khác ở Anh là Argos, đã giảm giá GameCube trong các cửa hàng của họ xuống còn 78,99 bảng, rẻ hơn 50 bảng so với SRP của Nintendo cho một hệ máy mới vào thời điểm đó.
Với doanh số bán hàng sụt giảm và hàng triệu máy tồn kho, Nintendo đã tạm dừng sản xuất GameCube trong chín tháng đầu năm 2003 để giảm số lượng máy dư thừa. Doanh số bán hàng tăng trở lại một chút sau khi giảm giá xuống còn 99,99 đô la Mỹ vào ngày 24 tháng 9 năm 2003 và việc phát hành gói The Legend of Zelda: Collector's Edition. Một đĩa demo, GameCube Preview Disc, cũng được phát hành theo gói vào năm 2003. Bắt đầu từ giai đoạn này, doanh số bán GameCube tiếp tục ổn định, đặc biệt là ở Nhật Bản, nhưng GameCube vẫn ở vị trí thứ ba về doanh số bán hàng trên toàn thế giới trong kỷ nguyên thế hệ thứ sáu vì hiệu suất bán hàng yếu hơn ở những nơi khác.
Iwata dự báo với các nhà đầu tư rằng công ty sẽ bán được 50 triệu GameCube trên toàn thế giới vào tháng 3 năm 2005, nhưng đến cuối năm 2006, nó chỉ bán được 21,7 triệu - ít hơn một nửa.

### Thị trường
Với GameCube, Nintendo đã thất bại trong việc giành lại thị phần bị mất bởi người tiền nhiệm của nó, Nintendo 64. Trong suốt thời gian tồn tại, doanh số phần cứng của GameCube vẫn thua xa đối thủ cạnh tranh trực tiếp của PlayStation 2, và hơi chậm so với Xbox. Sự hấp dẫn "thân thiện với gia đình" của máy và việc thiếu sự hỗ trợ từ một số nhà phát triển bên thứ ba đã khiến GameCube hướng tới một thị trường trẻ hơn, vốn chỉ là một nhóm thiểu số trong thế hệ thứ sáu Nhiều trò chơi của bên thứ ba phổ biến với thanh thiếu niên hoặc người lớn, chẳng hạn như loạt bom tấn Grand Theft Auto và một số game bắn súng đầu tiên, đã bỏ qua GameCube, và hoàn toàn ủng hộ PlayStation 2 và Xbox.
Tính đến tháng 6 năm 2003, GameCube chiếm 13% thị phần, bám sát Xbox về doanh số bán hàng nhưng thua xa 60% so với PlayStation 2.

### Kế thừa
Nhiều trò chơi phát hành trên GameCube, như Pikmin, Chibi-Robo!, Metroid Prime, và Luigi's Mansion sau này trở thành loạt nhượng quyền hoặc có thêm phần phụ nổi tiếng trên Nintendo.
Tay cầm GameCube có hỗ trợ hạn chế trên Wii U và Nintendo Switch, để chơi Super Smash Bros. for Wii U và Super Smash Bros. Ultimate, thông qua bộ chuyển đổi USB.